# Erwin Bowien
Erwin Johannes Bowien, född 3 september 1899 i Mülheim an der Ruhr, död 3 december 1972 i Weil am Rhein, var en tysk målare och författare.

## Biografi
Bowien var son till en ostpreussisk byggnadsingenjör. Även hans mor härstammade från Ostpreussen, från en familj som flyttat till Ostpreussen under 1700-talet.
Bowien gick grundskola och gymnasium i Berlin och studerade sedan vid École professionnelle i Neuchâtel i Schweiz. Efter första världskriget studerade han vid Münchens konstakademi, Dresdens konstakademi och Berlins konstakademi. Han lärde sig sedan själv under fyra år och gav föreläsningar om konsthistoria på Volkshochschule i Solingen.

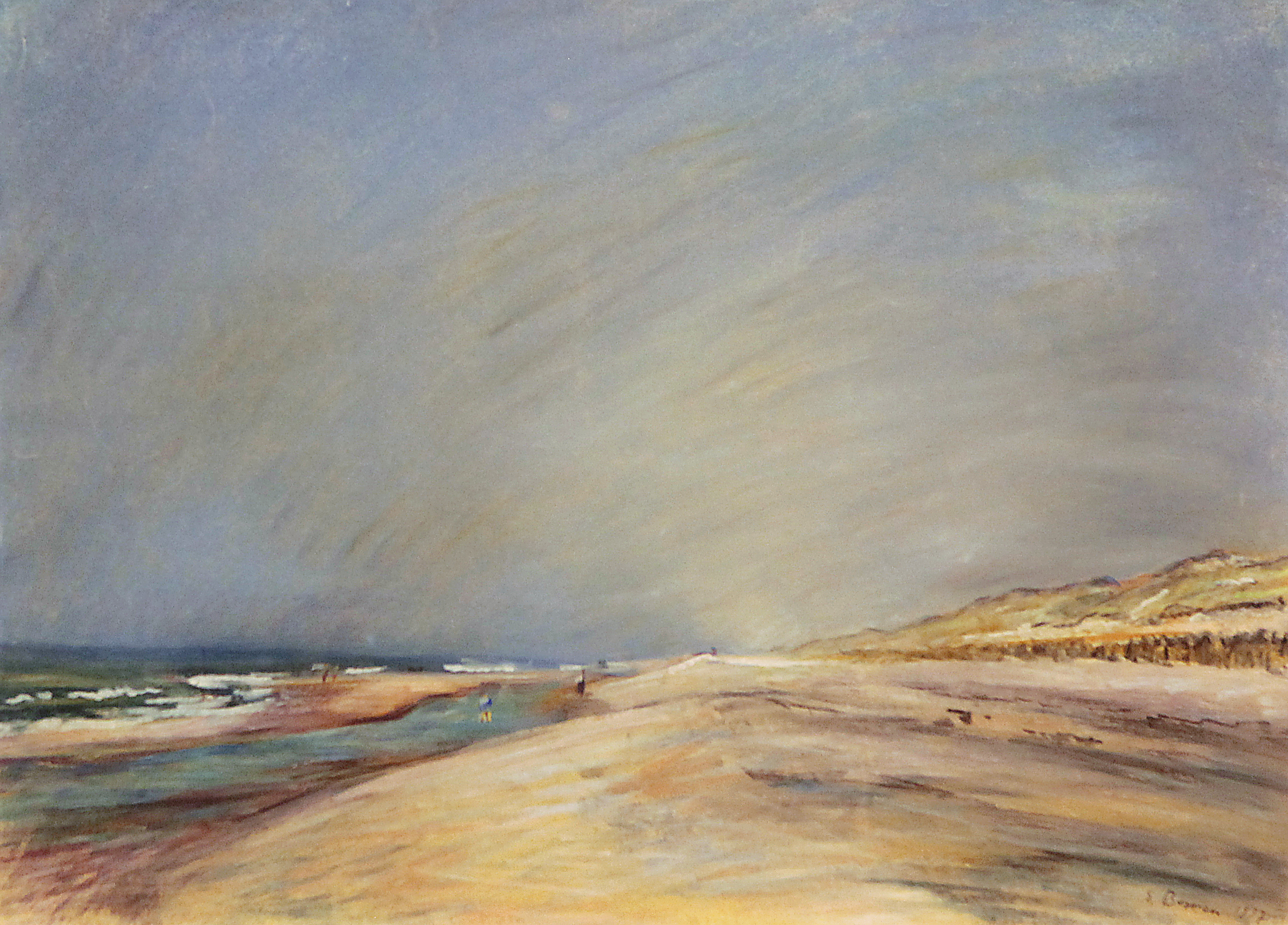
Katalog över verk 1141 – Nederländska kusten Egmont på sommaren, 1937

Efter nazisternas maktövertagande 1933 flyttade Bowien, som var partimotståndare, till Nederländerna. Han bodde till 1942 som frilansande konstnär i Egmond aan den Hoef i Noord-Holland, i filosofen René Descartes tidigare hem. När prinsessan Beatrix föddes 1938 kom Bowien på idén att gestalta barn i Egmond aan den Hoef som såg dagens ljus 1938. Målningarna har överlåtits av Egmonds kommun till Kungliga Hushållningsarkivet.
Bowien ställde ut sina verk i Haag, Hoorn, Alkmaar och Schoorl. Där gjorde han sig ett namn som målare och pastelltecknare av landskap, hav och dynlandskap.
Efter den tyska ockupationen av Nederländerna arresterades Bowien och sattes i fängelse i tre dagar. Han fick information från Tyskland om att hans vänner var villiga att gömma honom. Han accepterade erbjudandet och flyttade till en liten ort i Bayern, där han förblev oupptäckt av myndigheterna fram till krigsslutet. Efter andra världskriget besökte han Norge, Schweiz och andra länder. Hans verk har ställts ut i många större städer i Tyskland och i Köpenhamn och Paris, och hans verk kan ses i många museer.
Den 20 oktober 1976 grundades "Freundeskreis Erwin Bowien e.V." i Deutsches Klingenmuseum i Solingen.